# S/2004 S 13
S/2004 S 13 és un satèl·lit irregular retrògrad de Saturn. La descoberta fou anunciada el 4 de maig de 2005 per l'equip de Scott S. Sheppard, David C. Jewitt, Jan Kleyna, i Brian G. Marsden a partir d'imatges preses entre el 12 de desembre de 2004 i el 9 de març de 2005.

## Característiques
S/2007 S 2 té un diàmetre d'uns 6 quilòmetres i orbita Saturn a una distància mitjana de 18,404 milions de km en 905,85 dies, amb una inclinació de 167 graus a l'eclíptica (151° respecte de Saturn), amb una excentricitat de 0,261.

## Denominació
Com que la seva òrbita encara no ha estat determinada amb precisió, el satèl·lit conserva la seva designació provisional que indica que fou el tretzè satèl·lit descobert al voltant de Saturn l'any 2004.